# Чумак, Борис Алексеевич
Борис Алексеевич Чумак (11 мая 1919, Пересыпь, Ахтанизовская волость, Таманский отдел, Кубанская область, РСФСР — 12 февраля 2001, Серпухов, Серпуховский городской округ, Московская область, РФ) — советский шофёр, Герой Социалистического Труда (1966).

## Биография
Родился 11 мая 1919 года в хуторе Пересыпь Ахтанизовской волости Таманского отдела Кубанской области Российской Социалистической Федеративной Советской Республики (ныне — посёлок Пересыпь Ахтанизовского сельского поселения Темрюкского района Краснодарского края Российской Федерации). По национальности — русский.
Работал слесарем, был призван в армию в ноябре 1939 года Темрюкским районным военным комиссариатом (Темрюкский район Краснодарского края Российской Советской Федеративной Социалистической Республики Союза Советских Социалистических Республик; ныне — Темрюкского района Краснодарского края РФ).
Участвовал в советско-финляндской войне 1939—1940 годов, получил обморожение. После излечения продолжил службу шофёром эвакуационного госпиталя.
Участвовал в Великой Отечественной войне в составе 1875-го полевого госпиталя легкораненых 209-го управления полевого эвакуационного пункта 3-го Украинского фронта. Принимал участие в битве за Москву, освобождении территорий Украинской Советской Социалистической Республики, Королевства Румыния, Царства Болгария, Королевства Югославия и Королевства Венгрия.
Закончил войну в звании старшего сержанта.
После демобилизации переехал в город Серпухов Московской области (ныне — Серпуховского городского округа Московской области РФ), где стал работать водителем автобуса ЛАЗ.
Работал в Серпуховском пассажирском автомобильном хозяйстве почти 40 лет. Многократно становился победителем социалистических соревнований. Приложил руку к обучению молодёжи профессии водителя.
Скончался в городе Серпухов 12 февраля 2001 года.

## Семья
В детстве у Чумака умерла мать, он и его младшая сестра Лидия воспитывались в семье Елены Григорьевны Запорожец.
В 1942 году женился на Александре Сергеевне Романовой.

## Награды

### Награды РФ
- Медаль Жукова[3] (22 февраля 1996 года[3]);
- Юбилейная медаль «В память 850-летия Москвы»[3] (26 февраля 1997 года[3]);
- Знак «Фронтовик 1941—1945» (9 мая 2000 года);
- Юбилейная медаль «50 лет Победы в Великой Отечественной войне 1941—1945 гг.»[3] (?).

### Награды СССР
- Медаль «За оборону Москвы»[1][2] (1 октября 1944 года[1]);
- Медаль «За боевые заслуги»[1][2][3] (26 июля 1945 года[1]/20 августа 1983 года[3]);
- Медаль «За трудовое отличие»[1][3] (27 мая[3]/28 мая[1] 1960 года[1][3]);
- Звание «Герой Социалистического Труда» с вручением медали «Серп и Молот» и ордена Ленина[1][3] (5 октября 1966 года[1][3]);
- Юбилейная медаль «За доблестный труд. В ознаменование 100-летия со дня рождения Владимира Ильича Ленина»[3] (1 апреля 1970 года[3]);
- Почётное звание «Почётный автотранспортник» с вручением нагрудного знака «Почётный автотранспортник»[1][3] (21 апреля 1970 года[1][3]);
- Знак «Ударник девятой пятилетки»[3] (6 октября 1975 года[3]);
- Бронзовая медаль Выставки достижений народного хозяйства[1][3] (11 октября[3] 1977 года[1][3]);
- Медаль «Ветеран труда»[3] (13 сентября 1979 года[3]);
- Нагрудный знак «Отличник социалистического соревнования автомобильного транспорта и шоссейных дорог РСФСР»[3] (8 декабря 1980 года[3]);
- Орден Отечественной войны[1][3] II степени[1] (11 марта[1]/14 марта[3] 1985 года[1][3]);
- Медаль «За победу над Германией в Великой Отечественной войне 1941—1945 гг.»[2][3] (?);
- Медаль «20 лет Победы в Великой Отечественной войне 1941—1945 гг.»[3] (?);
- Медаль «30 лет Победы в Великой Отечественной войне 1941—1945 гг.»[3] (?);
- Медаль «40 лет Победы в Великой Отечественной войне 1941—1945 гг.»[3] (?);
- Медаль «50 лет Вооружённых Сил СССР»[3] (?);
- Медаль «60 лет Вооружённых Сил СССР»[3] (?);
- Медаль «70 лет Вооружённых Сил СССР»[3] (?);
- Нагрудный знак «25 лет Победы в Великой Отечественной войне»[3] (?);
- Нагрудный знак «Отличник социалистического соревнования РСФСР»[3] (?).